# Rechtenstein
Rechtenstein település Németországban, azon belül Baden-Württembergben. Lakosainak száma 305 fő (2023. december 31.).

## Népesség
A település népessége az elmúlt években az alábbi módon változott:
| Lakosok száma | 257  | 218  | 266  | 295  | 340  | 304  | 301  | 293  | 278  | 305  |
|               | 1961 | 1967 | 1974 | 1980 | 1986 | 1993 | 1999 | 2005 | 2012 | 2023 |